# 富国街道 (辽源市)
富国街道，是中华人民共和国吉林省辽源市西安区下辖的一个乡镇级行政单位。

## 行政区划
富国街道下辖以下地区：
富民社区和富鑫社区。